# 15 décembre 2014
Le lundi 15 décembre 2014 est le 349e jour de l'année 2014.

## Décès
- Booth Colman (né le 8 mars 1923), acteur américain
- Boty Lou Rosalie (née en 1959), personnalité ivoirienne
- Michel Caen (né le 10 juin 1942), journaliste français
- Robert Goute (né le 19 décembre 1919), musicien français
- Takeo Matsubara (né le 3 avril 1921), physicien japonais
- Yves-Marie Hilaire (né le 4 août 1927), historien français

## Événements
- Début de la prise d’otages de Sydney
- 18e cérémonie des Online Film Critics Society Awards
- Début de la mini série Ascension
- Création de Bicicletar (système public de vélos en libre-service) à Fortaleza (Brésil)
- Sortie du jeu de cartes à collectionner Hearthstone: Heroes of Warcraft
- Sortie du film allemand Honig im Kopf
- Sortie de la chanson Miracles de Coldplay
- Sortie du jeu vidéo SimCity BuildIt
- Sortie de l'album The Pinkprint de Nicki Minaj